# Maximiliaan Antoon van der Noot
Maximiliaan Antoon van der Noot (Brussel, 27 december 1685 - Gent, 27 september 1770) was een Zuid-Nederlands bisschop. Hij was de 15de bisschop van Gent (1743-1770).

## Levensloop
Maximiliaan Antoon van der Noot was de zoon van baron Rogier Wauthier van der Noot, heer van Carloo  en Anna Louisa van der Gracht, dame van Cortenbach. Rogier was de broer van Philips Erard van der Noot, de 13de bisschop van Gent.
Op 2 oktober 1702 kreeg hij reeds de tonsuur in de huiskapel van de Parijse jezuïeten en het jaar nadien kreeg hij van Filips V van Spanje een koninklijke prebende in het Gentse Sint-Baafskapittel (met dispensatie uit Rome, wegens zijn jeugdige leeftijd).
Hij ging in 1703 naar de universiteit van Reims waar hij eerst filosofie studeerde en dan naar Leuven waar hij op 15 oktober 1709 het licentiaat in beide rechten en de theologie behaalde. 
Op 15 maart 1710 werd hij te Gent tot priester gewijd.
Hij ging in 1711 naar Rome verder theologie studeren, maar was in 1713 reeds terug in Gent
Hij werd seculiere kanunnik van het Sint-Baafskapittel te Gent en president van het bisschoppelijk seminarie van Gent.

## Bisschop
In 1742 benoemde Maria Theresia van Oostenrijk hem tot bisschop van Gent en op 29 november 1742 werd zijn benoeming door paus Benedictus XIV bevestigd. Op 20 januari 1743 (hij was toen 57 jaar) werd hij gewijd. Zijn wapenschild met als spreuk Respice finem (Denk aan het einde) was dat van zijn oom-bisschop.
Zijn wapenschild staat op het fronton van de Onze-Lieve-Vrouwekerk te Rupelmonde waarvan de benedenkerk en de transeptarmen in 1757 werden verbouwd.

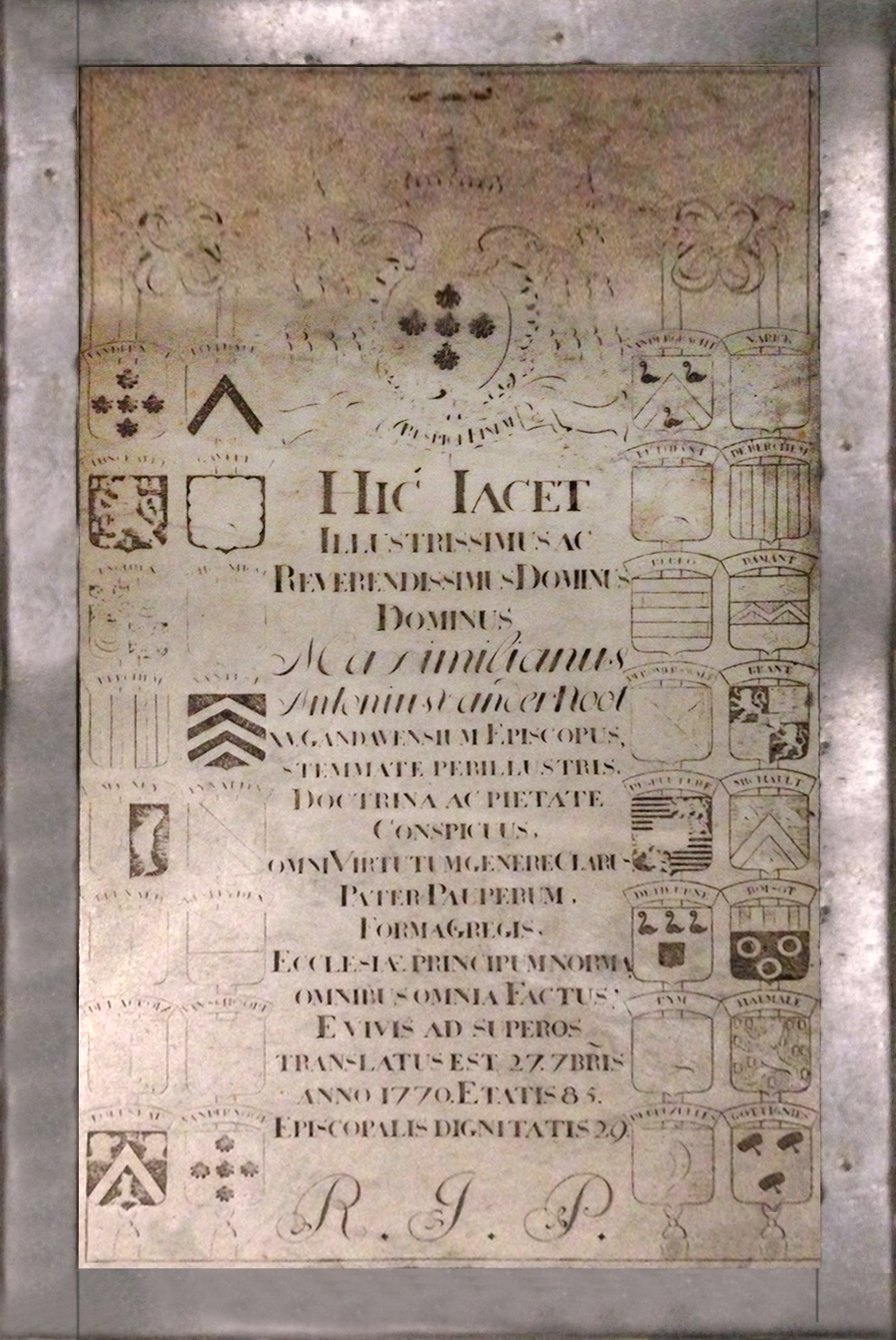
Grafplaat bisschop Maximilianus Antonius Vander Noot

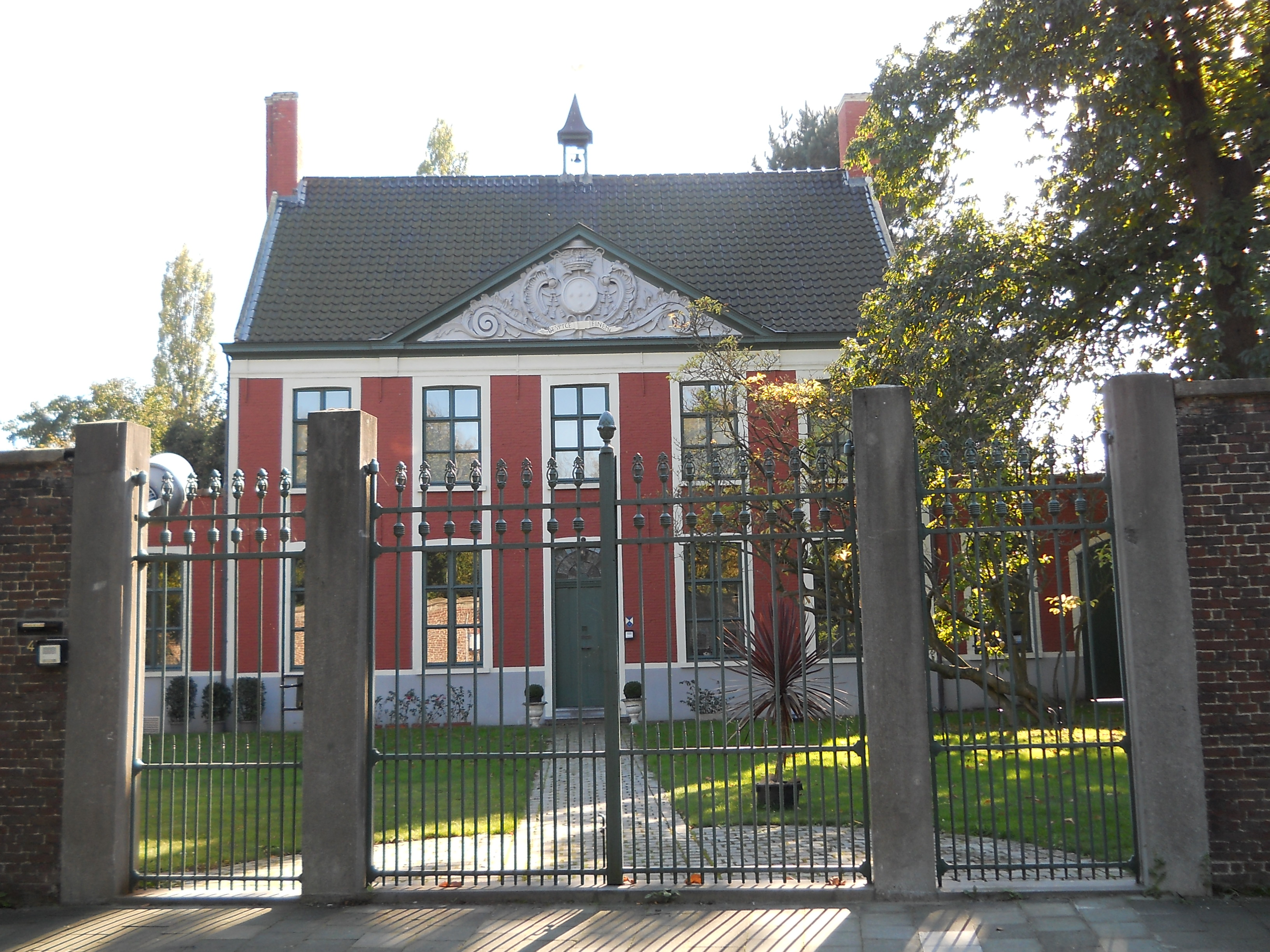
Pastorie van Wondelgem

In 1768 liet hij aan de Vroonstalledries in Wondelgem een neoclassicistisch zomerverblijf bouwen met in het driehoekig voorgevelfronton zijn wapenschild. Het gebouw diende later als pastorie en is in 1976 beschermd als monument.
Ook het bisschoppelijk seminarie werd onder zijn episcopaat vergroot en ook daar vinden we op zowel op de afgekante straathoek (Biezekapelstraat/Kapittelstraat) als op het fronton op de binnenkoer zijn wapenschild.
Op 27 september 1770 overleed hij in zijn 84ste levensjaar en werd bijgezet in de centrale straalkapel van de crypte van de Sint-Baafskathedraal.
Zijn praalgraf (gebeeldhouwd door Pieter Antoon Verschaffelt) bevindt zich aan de zuidzijde van de centrale straalkapel (Heilig Sacramentskapel) van de Sint-Baafskathedraal.